# Cotre des Glénans type I
Le Cotre des Glénans type I est une classe de voilier de croisière côtière dessinée en 1950 par l'architecte Jean-Jacques Herbulot, pour satisfaire une demande du Centre nautique des Glénans (CNG).

## Historique
L'histoire du Cotre des Glénans type I débute à la fin de la première période historique, de 1947 à 1950, du Centre nautique des Glénans (CNG). Durant cette période, l'apprentissage de la navigation s'effectue sur divers types de bateaux de pêche et de service de la région, les plus gros étant des thoniers qui embarquent des stagiaires pendant leurs marées. Néanmoins dans l'archipel des Glénan, le CNG dispose également de huit voiliers provenant de la direction des Sports, des petits quillards de la série Argonaute dessinée par l'architecte Jean-Jacques Herbulot.
C'est en 1950 que le CNG demande à Jean-Jacques Herbulot de dessiner un voilier de croisière sportif et économique, dont le programme est de permettre à un équipage de six personnes de naviguer en sécurité le long des côtes entre Ouessant et La Rochelle. N'ayant pas les moyens financiers pour se constituer une flotte, le CNG décide d'utiliser la formule de la copropriété, déjà utilisée pour Sereine construite en 1948. Ce sont donc des membres qui en achetant des parts permettent la construction des deux premiers exemplaires, Penfret et Gwin Ruz sont mis à l'eau cette même année 1950.
Neuf bateaux de ce type sont construits dans divers chantiers entre 1950 et 1963 : en 1950, chantier à Concarneau : Penfret et Gwin Ruz ; en 1961, chantier à Larvor-en-Loctudy : Drenec, Fort-Cigogne et Guiautec ; en 1963, chantier Cariou à Larvor-en-Loctudy : Bananec et Brunec ; le dernier, Souris Grise, construit en 1963 à Larvor-en-Loctudy, est racheté en 1968 à un ancien membre du CNG.

## Caractéristiques
Par son architecture et son gréement, le Cotre des Glénans s'inscrit dans la tradition. La coque à quille longue est en construction classique à bordés francs, la grand-voile est gréée en houari, ce qui impose l'usage de bastaques, et l'amure du foc est frappée sur un bout-dehors.
En cela, le bateau reflète l'esprit originel du centre des Glénans, qui dédaignait la performance et la régate mais s'attachait à développer le sens marin de ses stagiaires en les initiant aux techniques nautiques d'autrefois.

## Bateaux préservés
- Deux Cotre des Glénans type I ont été restaurés et sont labellisés Patrimoine Maritime et Fluvial (BIP) :
  - Bananec (construit en 1963), labellisé BIP en 2003, port d'attache Hendaye[5],
  - Brunec (construit en 1963), labellisé BIP en 2016, port d'attache Le Croisic[6],
- Souris Grise (construit en 1963) a été déconstruit et reconstruit après 2012[4].